# Bridie O’Flaherty
Bridie O’Flaherty (* 1917 oder 1918; † 12. Januar 2006 in Mervue, Galway) war eine irische Politikerin und zweimalige Bürgermeisterin von Galway.
Bridie O’Flaherty begann ihre politische Karriere als Mitglied der Fianna Fáil. Von Juli 1980 bis Juni 1981 hatte sie für ihre Partei das Amt des Bürgermeisters von Galway inne; von Juli 1985 bis Juni 1986 übte sie das Amt erneut aus. Während ihrer zweiten Amtszeit trat O’Flaherty jedoch zu den neu gegründeten Progressive Democrats über. 1999 wurde Bridie O’Flaherty von ihrer Tochter Terry O’Flaherty im Stadtrat von Galway (Galway City Council) abgelöst. Zu diesem Zeitpunkt war Bridie O’Flaherty bereits 25 Jahre Mitglied des Stadtrats gewesen.
Von Juni 2003 bis Juni 2004 wurde ihre Tochter ebenfalls Bürgermeisterin von Galway. Damit wurden sie zum ersten Mutter-Tochter-Paar im Amt des Bürgermeisters. Beide sind Nachfahren des O’Flaherty-Clans, der Connemara bis ins 17. Jahrhundert beherrschte.